# Quế Sơn Trung
Quế Sơn Trung là một xã thuộc thành phố Đà Nẵng, Việt Nam.

## Địa lý
Xã Quế Sơn Trung là một xã vùng trung có vị trí địa lý:
- Phía đông giáp xã Quế Mỹ
- Phía tây giáp xã Quế Hiệp
- Phía bắc giáp xã Quế Xuân 2 và xã Quế Hiệp
- Phía nam giáp xã Quế Châu và thị trấn Đông Phú.

Xã Quế Sơn Trung có diện tích 18,92 km², dân số năm 2019 là 6.200 người, mật độ dân số đạt 328 người/km².

## Hành chính
Xã Quế Sơn Trung được chia thành 5 thôn:
- Phước Dương
- Phong Phú
- Phước Thượng
- Phước Ninh
- Phước Thành

## Website
Cổng thông tin điện tử xã Quế Thuận : https://quethuan.gov.vn